# Phoradendron diminutivum
Phoradendron diminutivum là một loài thực vật có hoa trong họ Santalaceae. Loài này được E.A.Kellogg miêu tả khoa học đầu tiên năm 1996.